# アイゲート
アイゲート(IGATE) は、アイゲートコーポレーションとその子会社のブランド名。
アイゲートコーポレーションはブリッジウォーターに本社を置くITサービス企業であった。アイゲートは北米、欧州、日本、オーストラリアで事業を展開し、テクノロジーに関するコンサルティングとサービスを提供していた。売上高（2014）は12億ドルを超え、3.1万人以上の社員を持ち。北米、欧州、アジア、オーストラリアに70以上のオフィスとカスタマー・デリバリー・センターを持っていた。2015年4月27日、フランスのキャップジェミニがアイゲート買収を発表、同年7月に完了した。

## 沿革
2011年、アイゲートは、当時の規模が自社の3倍もあるパトニ・コンピューター・システムズを買収。これは約10億ドルという、IT部門では最大の借入資本を利用した買収であった。アメリカの株主価値の統一とインドの証券取引所からのパトニの上場廃止を含め、すべての買収完了まで12ヶ月以上を要した。アイゲートは、一度、アイゲートパトニに社名変更し、2012年5月7日に再び社名をアイゲートに戻した。「IGTE」としてニューヨーク株式市場に上場していた。

## 所在地
営業拠点の所在地は、次のとおり。アメリカ、オーストラリア、ベルギー、カナダ、中国、インド、メキシコ、マレーシア、シンガポール、イギリス、ドイツ、日本、スイス、南アフリカ、スウェーデン。
カスタマー・デリバリーセンターの所在地は、次のとおり。ペンサコーラ (フロリダ州)、エルパソ (テキサス州)、スターリング（バージニア）（アメリカ）、グアダラハラ（メキシコ）、ミシサガ (オンタリオ州)（カナダ）、ストックホルム（スウェーデン）、ロンドン（UK）、バララト（オーストラリア）、蘇州（中国）、ムンバイ、バンガロール、プネー、チェンナイ、ハイデラバード、ノイダ、ガンディーナガル（インド）。アイゲートの教育研修施設である企業内大学の所在地は、プネー。
アイゲート（パト二）ナレッジパークは、ナビムンバイ地域に設置され、敷地面積50エーカー（20万平米）、1万7千名収容可能である。　ソフトウェア開発、トレーニング、カスタマーケア、従業員研修などの施設を備えている。
アイゲート・ナレッジセンター は、17億5千万ルピーの投資で開設され、エネルギー、水、天然資源の有効活用と保全など、企業の環境問題への取組を示している。センターは、環境にやさしい建築手法で開発され、敷地面積5エーカー（2万平米）、3500名以上収容可能である。 施設は、新しい建造物に対するLEED（エネルギーと環境デザイン）インドグリーン建築基準のガイドラインに則り設計、建築されている。

## 受賞
- 米国フォーチュンの“100 Fastest Growing Companies list（最も急成長している企業100社）”(2014)の第51位 [12]
- “VCCircle Award “(2014)受賞[13] －Best PE/VC backed IT Company 部門

## 子会社

### アイゲート グローバル ソリューションズ リミテッド
アイゲート グローバル ソリューションズ リミテッド（IGSL）は、アイゲートコーポレーションの子会社で、本社をバンガロール（インド）に置く。1956年のインド会社法に従って公開有限責任会社として法人化された。
カスタマイズ／パッケージ・アプリケーション開発、アプリケーションメンテナンスアウトソーシング、アプリケーションリエンジニアリング、ビジネスインテリジェンスサービスを提供。
インド各地（バンガロール、チェンナイ、プネー、ムンバイ、ハイデラバード）にあるオフショア開発センターを利用してサービス提供を行う。
IGSLの主な営業拠点は次の通りであった。アメリカ、カナダ、イギリス、シンガポール、マレーシア、日本、オーストラリア、ベルギー、オランダ、ドイツ、スウェーデン。
IGSLは2008年にインド株式市場から上場廃止している。

## 日本における活動
日本支社は、アイゲート グローバル ソリューションズ リミテッド（旧：マスコットシステムズリミテッド）に属し、1996年に設立・サービス提供を開始した。現在はキャップジェミニの傘下企業となっている（ウェブサイトはキャップジェミニと統合されている）。

### 提供サービス
以下のサービスを提供している。
日本においては、プロダクト・エンジニアリング・サービス提供の割合が大きく、サービス提供先の主な業界は、 医療機器、自動車、産業オートメーション、家電業界である。
- ITアウトソーシング
- プロダクト・エンジニアリング・サービス